# Ehrharta
Genre
Ehrharta est un genre de plantes monocotylédones de la famille des Poaceae, sous-famille des Oryzoideae, originaire des régions tropicales d'Afrique, du Sud-Est asiatique et d'Australasie, qui comprend une trentaine d'espèces.
Ce sont des plantes herbacées, annuelles ou vivaces, de 5 à 150 cm de haut, aux inflorescence en panicules ou racèmes.
Certaines espèces sont cultivées comme plantes fourragères. De nombreuses espèces de ce genre sont des mauvaises herbes des cultures.

## Liste des espèces, sous-espèces et variétés
Selon World Checklist of Selected Plant Families (WCSP) (27 janvier 2017) :
- Ehrharta acuminata (R.Br.) Spreng. (1825)
- Ehrharta barbinodis Nees, Mém. Acad. Imp. Sci. Saint-Pétersbourg, Sér. 6, Sci. Math. (1839)
- Ehrharta brevifolia Schrad. (1821)
- Ehrharta bulbosa Sm. (1789)
- Ehrharta calycina Sm. (1789)
- Ehrharta capensis Thunb. (1779)
- Ehrharta delicatula Stapf (1897)
- Ehrharta digyna Thunb. (1794)
- Ehrharta diplax F.Muell. (1872)
  - variété Ehrharta diplax var. diplax
  - variété Ehrharta diplax var. giulianettii (Stapf) L.P.M.Willemse (1982)
- Ehrharta distichophylla Labill. (1805)
- Ehrharta dura Nees (1841)
- Ehrharta eburnea Gibbs Russ. (1984)
- Ehrharta erecta Lam. (1786)
- Ehrharta festucacea Willd. ex Schult. & Schult.f. (1830)
- Ehrharta godefroyi C.Cordem. (1895)
- Ehrharta juncea (R.Br.) Spreng. (1825)
- Ehrharta laevis (R.Br.) Spreng. (1825)
- Ehrharta longiflora Sm. (1789)
- Ehrharta longifolia Schrad. (1821)
- Ehrharta longigluma C.E.Hubb. (1933)
- Ehrharta melicoides Thunb. (1800)
- Ehrharta microlaena Nees (1841)
- Ehrharta oreophila (D.I.Morris) L.P.M.Willemse (1982)
- Ehrharta ottonis Kuntze ex Nees (1841)
- Ehrharta penicillata C.Cordem. (1895)
- Ehrharta pusilla Nees (1841)
- Ehrharta ramosa Thunb. (1800)
- Ehrharta rehmannii Stapf (1897)
- Ehrharta rupestris Nees (1841)
- Ehrharta setacea Nees (1841)
- Ehrharta stipoides Labill. (1805)
  - sous-espèce Ehrharta stipoides subsp. breviseta (Vickery) L.P.M.Willemse (1982)
  - sous-espèce Ehrharta stipoides subsp. stipoides
- Ehrharta tasmanica (Hook.f.) L.P.M.Willemse (1982)
- Ehrharta thunbergii Gibbs Russ. (1987)
- Ehrharta triandra Nees (1841)
- Ehrharta villosa Schult.f. (1830)